# Tak (pueblo)
Tak (en tailandés: ตาก) es un pueblo en el noroeste de Tailandia, ubicado en la provincia del mismo nombre, de la que es capital. A partir de 2005 la ciudad tenía una población de 19.900 y un área de 7,27 km ², y se encuentra en la margen del río Ping.